# Клітини крові

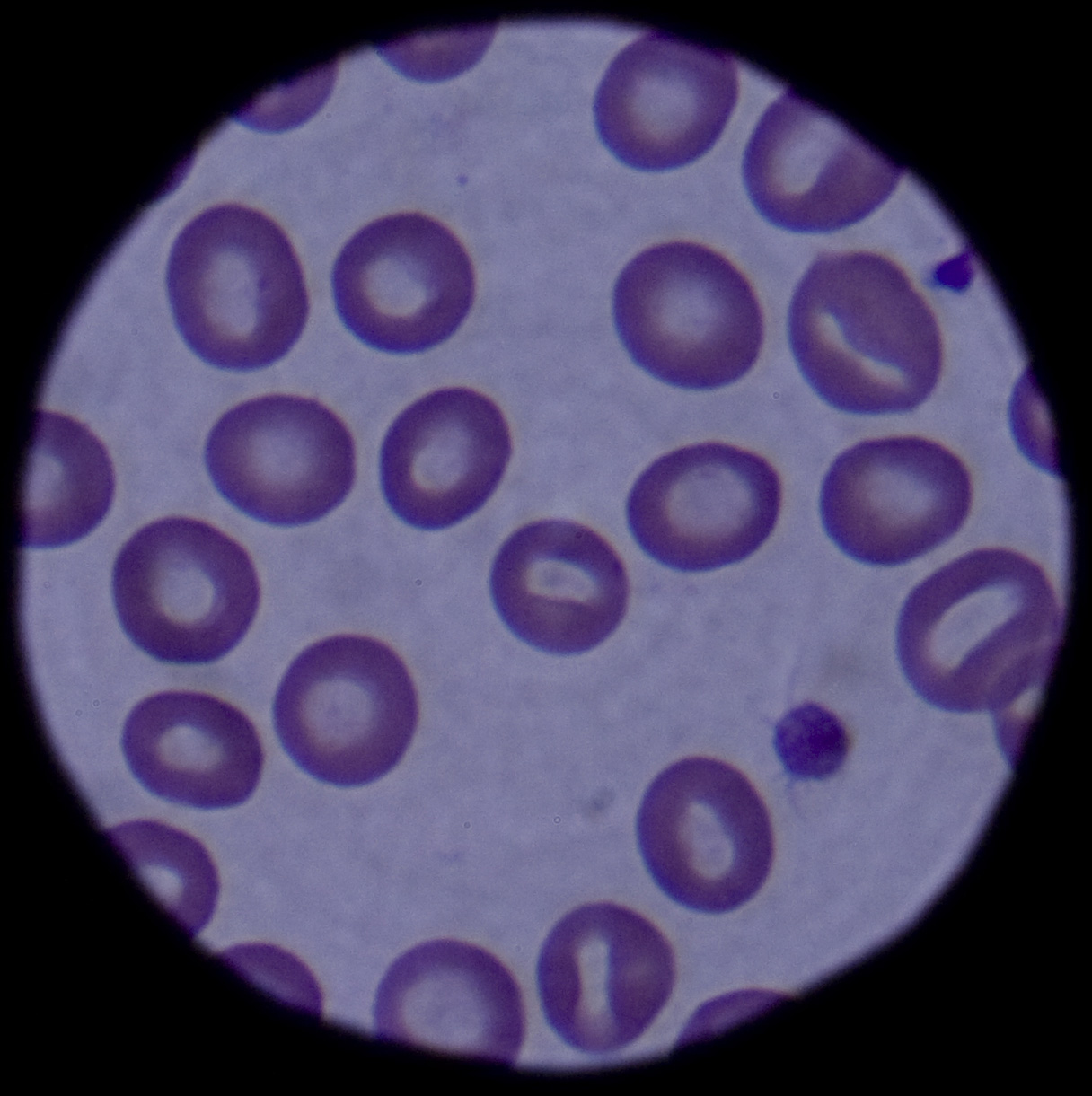
Червоні та білі кров'яні тільця людини під мікроскопом видимі за допомогою синього предметного скла

Клітини крові, або кров'яні клітини — клітини, що входять до складу крові і утворюються в червоному кістковому мозку в ході гемопоезу. Існує три основних типи клітин крові: лейкоцити, еритроцити, тромбоцити. Співвідношення об'єму крові та клітин крові (форменими елементами крові), називають гематокритом. Більше 99 % гематокриту припадає на еритроцити. У жінок його значення в нормі становить 3,7…4,7 млн/куб мм, у чоловіків — 4…5,4 млн/куб мм.
Іноді еритроцити, тромбоцити і лейкоцити в сукупності називають форменими елементами крові — це пов'язано з тим, що для прикладу тромбоцити, являють собою фрагменти цитоплазми мегакаріоцитів, не мають власного ядра, тож деякі вчені навіть не вважають їх клітинами.

## Вступ
Термін «клітина крові» є невідповідним (але звичайним) для еритроцитів і тромбоцитів, оскільки вони, точніше кажучи, не є цілими
клітинами; вони дійсно позбавлені ядра, отже й здатності до відтворення. Їх радше слід класифікувати як «органели крові», але вони дуже широко присутні в міжклітинному середовищі (плазма крові якої — майже 99 % «клітин крові» зазвичай, складається з цих органел потрібних для дихальної системи), і не у внутрішньоклітинній цитоплазмі. Однак мембрана еритроцитів і тромбоцитів дійсно походить від клітини, з якої вони виникли після втрати не лише власного ядра (отже, й їхньої здатності до самовідновлення або протистояння інфекціям зовнішніми патогенами що забруднюють плазму), а й зазвичай всіх інших внутрішньоклітинних органел (а саме, здатності виробляти власну енергію, крім ферментації; принаймні це стосується людей — деякі види тварин все ще мають органели, присутні в еритроцитах). Класично, єдиними клітинами крові є лейкоцити, наявні не тільки в плазмі крові (слабко), але особливо в лімфі (яка зазвичай, позбавлена еритроцитів і тромбоцитів, що забезпечує набагато легший обіг лейкоцитів, переважно лімфоцитів) і в пізніх формах (гранулоцити) в деяких сполучних тканинах (м'язи, кістки, нервова система, дерма) або первинних формах (насамперед в кістковому мозку, з якого вони отримані). Натомість, лейкоцити відсутні в інших несполучних тканинах, утворених з'єднаними клітинами (епітелій слизових оболонок).

## Історія вивчення
1658 року, нідерландський натураліст Ян Сваммердам вперше побачив еритроцити крізь мікроскоп, а 1695 року Антоні ван Левенгук замалював їх, назвавши «червоними корпускулами». Після цього нові види клітин крові не вивчалися, і лише 1842 року французький лікар Alfred François Donné відкрив тромбоцити. Наступного року, його співвітчизник і колега Габріель Андраль описав лейкоцити одночасно і незалежно з англійським лікарем Вільямом Еддісоном. Внаслідок цих відкриттів, зародилася нова галузь медицини — гематологія. Подальший поступ у вивченні клітин крові намітився 1879 року, коли Пауль Ерліх оприлюднив власну методику диференціального фарбування клітин крові.

## Види

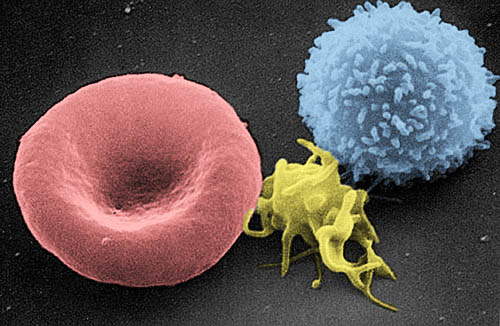
Штучно забарвлена електронна мікрофотографія клітин крові. Зліва направо: еритроцити, тромбоцити, лейкоцити.

- Еритроцити (червоні кров'яні клітини).
- Лейкоцити (білі кров'яні клітини: лімфоцити, гранулоцити, моноцити).
- Тромбоцити (кров'яні пластинки).

Також у крові можуть знаходитись бласні та пробласні форми клітин крові у дуже невеликій кількості, в нормі.
Процес утворення клітин має свою термінологію. Утворення: еритроцитів — еритропоез, тромбоцитів — тромбопоез, лейкоцитів — лейкоцитопоез.

## Показники
- Еритроцити, норма еритроцитів для чоловіків — 4…5,1 млн/куб мм, для жінок — 3,7…4,7 млн/куб мм, для дітей до 12 р. — 3,5…5,0 млн/куб мм.
- Лейкоцити, норма лейкоцитів для чоловіків — 4…9 тис./куб мм, для жінок — 4…9 тис./куб мм, для дітей 2-9 р. — 4,9…12,2 тис./куб мм, 9-12 р. — 4,5-10 тис./куб мм.
- Тромбоцити, норма тромбоцитів для чоловіків — 150…390 тис./куб мм, для жінок — 150…390 тис./куб мм, для дітей — 150…390 тис./куб мм.[3]

## Призначення
Клітини крові виконують різноманітні завдання: переносять кисень і вуглекислий газ (еритроцити), забезпечують роботу імунної системи (лейкоцити) і згортання крові (тромбоцити).